# Athlītikī Enōsis Kōnstantinoupoleōs 2025-2026
Questa voce raccoglie le informazioni riguardanti l'AEK Atene nelle competizioni ufficiali della stagione 2025-2026.

## Maglie e sponsor
Il fornitore tecnico per la stagione 2025-2026 è Nike, mentre il main sponsor sulla maglia è Pame Stoixima.
| Casa | Trasferta | Terza divisa |

## Rosa
Dati aggiornati al 16 agosto 2025.
| N. |                       | Ruolo | Calciatore          |
| -- | --------------------- | ----- | ------------------- |
| 1  | Albania (bandiera)    | P     | Thomas Strakosha    |
| 2  | Camerun (bandiera)    | D     | Harold Moukoudi     |
| 3  | Grecia (bandiera)     | D     | Stavros Pilios      |
| 6  | Danimarca (bandiera)  | C     | Jens Jønsson        |
| 7  | Svizzera (bandiera)   | A     | Dereck Kutesa       |
| 8  | Serbia (bandiera)     | C     | Mijat Gaćinović     |
| 9  | Serbia (bandiera)     | A     | Luka Jović          |
| 11 | Mauritania (bandiera) | A     | Aboubakary Koita    |
| 12 | Grecia (bandiera)     | D     | Lazaros Rota        |
| 13 | Messico (bandiera)    | C     | Orbelín Pineda      |
| 14 | Haiti (bandiera)      | A     | Frantzdy Pierrot    |
| 16 | Grecia (bandiera)     | A     | Sotiris Tsiloulis   |
| 17 | Grecia (bandiera)     | C     | Dimitris Kaloskamis |
| 18 | Romania (bandiera)    | C     | Răzvan Marin        |
| 19 | Svezia (bandiera)     | C     | Niclas Eliasson     |
| 20 | Grecia (bandiera)     | C     | Petros Mantalos ()  |

| N. |                        | Ruolo | Calciatore                |
| -- | ---------------------- | ----- | ------------------------- |
| 21 | Croazia (bandiera)     | D     | Domagoj Vida              |
| 22 | Perù (bandiera)        | D     | Alexander Callens         |
| 23 | Austria (bandiera)     | C     | Robert Ljubičić           |
| 24 | Grecia (bandiera)      | D     | Gerasimos Mītoglou        |
| 26 | Francia (bandiera)     | A     | Anthony Martial           |
| 28 | Inghilterra (bandiera) | D     | Moses Odubajo             |
| 29 | Scozia (bandiera)      | D     | James Penrice             |
| 34 | Grecia (bandiera)      | D     | Christos Kosidis          |
| 37 | Argentina (bandiera)   | C     | Roberto Pereyra           |
| 41 | Grecia (bandiera)      | P     | Marios Balamotis          |
| 44 | Portogallo (bandiera)  | D     | Filipe Relvas             |
| 55 | Grecia (bandiera)      | D     | Konstantinos Chrysopoulos |
| 73 | Grecia (bandiera)      | C     | Christoforos Kolimatsis   |
| 81 | Grecia (bandiera)      | P     | Angelos Angelopoulos      |
| 90 | Angola (bandiera)      | A     | Zini                      |
| 91 | Italia (bandiera)      | P     | Alberto Brignoli          |

## Trasferimenti
Dati aggiornati al 9 luglio 2025.

### Sessione estiva
| Acquisti         | Acquisti                  | Acquisti          | Acquisti                   |
| R.               | Nome                      | da                | Modalità                   |
| ---------------- | ------------------------- | ----------------- | -------------------------- |
| D                | Filipe Relvas             | Vitória Guimarães | definitivo (3,5 milioni €) |
| D                | James Penrice             | Hearts            | definitivo (2,3 milioni €) |
| C                | Răzvan Marin              | Cagliari          | definitivo (1.7 milioni €) |
| C                | Dimitris Kaloskamis       | Atromītos         | definitivo (1,2 milioni €) |
| A                | Dereck Kutesa             |                   | definitivo (svincolato)    |
| A                | Luka Jović                |                   | definitivo (svincolato)    |
| D                | Christos Kosidis          |                   | aggregato dalle giovanili  |
| A                | Zini                      | Levadeiakos       | rientro prestito           |
| Altre operazioni |                           |                   |                            |
| R.               | Nome                      | da                | Modalità                   |
| D                | Konstantinos Chrysopoulos | Anorthōsis        | rientro prestito           |
| A                | Elián Sosa                |                   | aggregato dalle giovanili  |
| C                | Hamed Kader Fofana        |                   | aggregato dalle giovanili  |
| D                | Dimitri Valkanis          |                   | aggregato dalle giovanili  |
| C                | Christoforos Kolimatsis   |                   | aggregato dalle giovanili  |
| P                | Marios Balamotis          |                   | aggregato dalle giovanili  |
| D                | Vedad Radonja             | Lamia             | rientro prestito           |

| Cessioni         | Cessioni             | Cessioni       | Cessioni                   |
| R.               | Nome                 | a              | Modalità                   |
| ---------------- | -------------------- | -------------- | -------------------------- |
| C                | Damian Szymański     | Legia Varsavia | definitiva (1.2 milioni €) |
| A                | Sotiris Tsiloulis    |                | definitiva (svincolato)    |
| D                | Ehsan Hajsafi        |                | svincolato                 |
| A                | Paolo Fernandes      | Al-Khaleej     | prestito                   |
| C                | Erik Lamela          |                | ritiro                     |
| P                | Cican Stanković      |                | svincolato                 |
| P                | Angelos Angelopoulos |                | riaggregato alle giovanili |
| Altre operazioni |                      |                |                            |
| R.               | Nome                 | da             | Modalità                   |
| P                | Georgios Theocharis  |                | definitiva (svincolato)    |
| A                | Elián Sosa           | Anorthōsis     | prestito                   |
| C                | Hamed Kader Fofana   | Īraklīs        | prestito                   |
| D                | Dimitri Valkanis     | Brisbane Roar  | prestito                   |
| D                | Vedad Radonja        |                | svincolato                 |

## Risultati
Dati aggiornati al 14 agosto 2025.

### Souper Ligka Ellada
Il calendario della regular season di Souper Ligka Ellada 2025-26 è stato reso noto il 9 luglio 2025. Il percorso in campionato dell'AEK comincerà affrontando in casa il Panserraikos.

#### Regular season
| Nea Filadelfia 24 agosto 2025, ore 20:15 EEST 1ª giornata | AEK Atene | – referto | Panserraïkos | OPAP Arena |

| Nea Filadelfia 31 agosto 2025, ore 20:00 EEST 2ª giornata | AEK Atene | – referto | Asteras Tripolīs | OPAP Arena |

| Livadeia 13-14 settembre 2025, ore --:-- EEST 3ª giornata | Levadeiakos | – referto | AEK Atene | Demotikó Stádio Libadeiás |

| Larissa 20-21 settembre 2025, ore --:-- EEST 4ª giornata | Larissa | – referto | AEK Atene | OPAP Arena |

| Nea Filadelfia 27-28 settembre 2025, ore --:-- EEST 5ª giornata | AEK Atene | – referto | Volo | OPAP Arena |

| Kifisià 4-5 ottobre 2025, ore --:-- EEST 6ª giornata | Kīfisias | – referto | AEK Atene | Demotikó Stádio Kifissia "Zirineio" |

| Nea Filadelfia 18-19 ottobre 2025, ore --:-- EEST 7ª giornata (Derby dell'aquila a due teste) | AEK Atene | – referto | PAOK | OPAP Arena |

| Il Pireo 25-26 ottobre 2025, ore --:-- EEST 8ª giornata (Rivalità AEK-Olympiakos) | Olympiacos | – referto | AEK Atene | Stádio Gheórghios Karaiskákes |

| Nea Filadelfia 1-2 novembre 2025, ore --:-- EET 9ª giornata | AEK Atene | – referto | Panaitōlikos | OPAP Arena |

| Heraklion 8-9 novembre 2025, ore --:-- EET 10ª giornata | OFI Creta | – referto | AEK Atene | Pankrítio Stádio |

| Nea Filadelfia 22-23 novembre 2025, ore --:-- EET 11ª giornata | AEK Atene | – referto | Arīs Salonicco | OPAP Arena |

| Heraklion 29-30 novembre 2025, ore --:-- EET 12ª giornata (Rivalità AEK-Panathinaikos) | Panathīnaïkos | – referto | AEK Atene | Gípedo Apóstolos Nikolaïdis |

| Nea Filadelfia 6-7 dicembre 2025, ore --:-- EET 13ª giornata | AEK Atene | – referto | Atromītos | OPAP Arena |

| Agrinio 13-14 dicembre 2025, ore --:-- EET 14ª giornata | Panaitōlikos | – referto | AEK Atene | Gípedo Panaitolikú |

| Nea Filadelfia 20-21 dicembre 2025, ore --:-- EET 15ª giornata | AEK Atene | – referto | OFI Creta | OPAP Arena |

| Salonicco 10-11 gennaio 2026, ore --:-- EET 16ª giornata | Arīs Salonicco | – referto | AEK Atene | Stádio Kleánthis Vikelídis |

| Nea Filadelfia 17-18 gennaio 2026, ore --:-- EET 17ª giornata (Rivalità AEK-Panathinaikos) | AEK Atene | – referto | Panathīnaïkos | OPAP Arena |

| Tripoli 24-25 gennaio 2026, ore --:-- EET 18ª giornata | Asteras Tripolīs | – referto | AEK Atene | Gípedo Theódoros Kolokotrónis |

| Nea Filadelfia 31 gennaio-2 febbraio 2026, ore --:-- EET 19ª giornata (Rivalità AEK-Olympiakos) | AEK Atene | – referto | Panathīnaïkos | OPAP Arena |

| Serres 7-8 febbraio 2026, ore --:-- EET 20ª giornata | Panserraïkos | – referto | AEK Atene | Dimotikó Stádio Serrón |

| Salonicco 14-15 febbraio 2026, ore --:-- EET 21ª giornata (Derby dell'aquila a due teste) | PAOK | – referto | AEK Atene | Gípedo Toúmpas |

| Nea Filadelfia 21-22 febbraio 2026, ore --:-- EET 22ª giornata | AEK Atene | – referto | Levadeiakos | OPAP Arena |

| Volos 28 febbraio-1 marzo 2026, ore --:-- EET 23ª giornata | Volo | – referto | AEK Atene | Panthessalikó Stádio |

| Nea Filadelfia 7-8 marzo 2026, ore --:-- EET 24ª giornata | AEK Atene | – referto | Larissa | OPAP Arena |

| Peristeri 14-15 marzo 2026, ore --:-- EET 25ª giornata | Atromītos | – referto | AEK Atene | Dimotikó Stádio Peristeríou |

| Nea Filadelfia 21-22 marzo 2026, ore --:-- EET 26ª giornata | AEK Atene | – referto | Kīfisias | OPAP Arena |

### Kypello Ellados
La partecipazione dell'AEK Atene alla Kypello Ellados 2025-26 comincerà dal quarto turno o dagli ottavi di finale a seconda della sua posizione in classifica al momento del sorteggio.

### UEFA Conference League
Classificandosi al 4° posto nella precedente edizione della Souper Ligka Ellada, l'AEK Atene ha ottenuto al qualificazione alla Conference League a partire dal secondo turno di qualificazione.

#### Qualificazioni

##### Secondo turno
Dal sorteggio, effettuato il 18 giugno 2025 presso la sede della UEFA a Nyon (Svizzera), l'AEK Atene è stato accoppiato all'Hapoel Be'er Sheva (Israele).

###### Risultati
| Arbitro: | Luca Pairetto |

|               |           |  |
| F. Relvas 50’ | Marcatori |  |

| Debrecen 31 luglio 2025, ore 20:00 CEST Secondo turno (ritorno) | Hapoel Be'er Sheva | 0 – 0 referto | AEK Atene | Nagyerdei Stadion (431 spett.)\| Arbitro: \| Urs Schnyder \| |
| Arbitro:                                                        | Urs Schnyder       |               |           |                                                              |

Con il risultato aggregato di 1–0 in suo favore, l'AEK Atene ha eliminato l'Hapoel Beer Sheva e si è qualificato al terzo turno di Conference League.

##### Terzo turno
Dal sorteggio, effettuato il 21 luglio 2025 presso la sede della UEFA a Nyon (Svizzera), l'AEK Atene è stato accoppiato all'Aris Limassol (Cipro).

###### Risultati
| Arbitro: | Goga Kikacheishvili |

|                                 |           |                             |
| A. Kakoullis 18’ C. Goldson 31’ | Marcatori | 9’ R. Pereyra 14’ F. Relvas |

| Arbitro: | Allard Lindhout |

|                                                  |           |                         |
| R. Marin 51’ (rig.) D. Kutesa 104’ L. Jović 109’ | Marcatori | 62’ (rig.) G. Kvilitaia |

Permanendo il risultato di parità nel punteggio aggregato alla fine dei tempi regolamentari, sono stati necessari i tempi supplementari dai quali è uscito vincitore l'AEK Atene, che in tal modo ha eliminato l'Aris Limassol e si è qualificato agli spareggi di Conference League.

##### Spareggi
Dal sorteggio degli spareggi, tenutosi il 4 agosto 2025 presso la sede della UEFA a Nyon (Svizzera), l'AEK Atene è stato accoppiato all'Anderlecht (Belgio).
| Anderlecht 21 agosto 2025, ore --:-- CEST Spareggi (andata) | Anderlecht | – | AEK Atene | Lotto Park |

| Atene 28 agosto 2025, ore --:-- EEST Spareggi (ritorno) | AEK Atene | – | Anderlecht | OPAP Arena |

## Statistiche
Dati aggiornati al 14 agosto 2025.

### Statistiche di squadra
| Competizione        | Punti | In casa | In casa | In casa | In casa | In casa | In casa | In trasferta | In trasferta | In trasferta | In trasferta | In trasferta | In trasferta | Totale | Totale | Totale | Totale | Totale | Totale | DR |
| Competizione        | Punti | G       | V       | N       | P       | Gf      | Gs      | G            | V            | N            | P            | Gf           | Gs           | G      | V      | N      | P      | Gf     | Gs     | DR |
| ------------------- | ----- | ------- | ------- | ------- | ------- | ------- | ------- | ------------ | ------------ | ------------ | ------------ | ------------ | ------------ | ------ | ------ | ------ | ------ | ------ | ------ | -- |
| Souper Ligka Ellada | -     | 0       | 0       | 0       | 0       | 0       | 0       | 0            | 0            | 0            | 0            | 0            | 0            | 0      | 0      | 0      | 0      | 0      | 0      | 0  |
| Kypello Ellados     | -     | 0       | 0       | 0       | 0       | 0       | 0       | 0            | 0            | 0            | 0            | 0            | 0            | 0      | 0      | 0      | 0      | 0      | 0      | 0  |
| Conference League   | -     | 2       | 2       | 0       | 0       | 4       | 1       | 2            | 0            | 2            | 0            | 2            | 2            | 4      | 2      | 2      | 0      | 6      | 3      | +3 |
| Totale              | -     | 2       | 2       | 0       | 0       | 4       | 1       | 2            | 0            | 2            | 0            | 2            | 2            | 4      | 2      | 2      | 0      | 6      | 3      | +3 |

### Andamento in campionato

#### Regular season
| Giornata  | 1 | 2 | 3 | 4 | 5 | 6 | 7 | 8 | 9 | 10 | 11 | 12 | 13 | 14 | 15 | 16 | 17 | 18 | 19 | 20 | 21 | 22 | 23 | 24 | 25 | 26 |
| --------- | - | - | - | - | - | - | - | - | - | -- | -- | -- | -- | -- | -- | -- | -- | -- | -- | -- | -- | -- | -- | -- | -- | -- |
| Luogo     |   |   |   |   |   |   |   |   |   |    |    |    |    |    |    |    |    |    |    |    |    |    |    |    |    |    |
| Risultato |   |   |   |   |   |   |   |   |   |    |    |    |    |    |    |    |    |    |    |    |    |    |    |    |    |    |
| Posizione |   |   |   |   |   |   |   |   |   |    |    |    |    |    |    |    |    |    |    |    |    |    |    |    |    |    |

Legenda:

Luogo: C = Casa; T = Trasferta. Risultato: R = Rinviata; V = Vittoria; N = Pareggio; P = Sconfitta.

### Statistiche individuali
| Giocatore    | Souper Ligka Ellada | Souper Ligka Ellada | Souper Ligka Ellada | Souper Ligka Ellada | Kypello Ellados | Kypello Ellados | Kypello Ellados | Kypello Ellados | Conference League | Conference League | Conference League | Conference League | Totale   | Totale | Totale      | Totale     |
| Giocatore    | Presenze            | Reti                | Ammonizioni         | Espulsioni          | Presenze        | Reti            | Ammonizioni     | Espulsioni      | Presenze          | Reti              | Ammonizioni       | Espulsioni        | Presenze | Reti   | Ammonizioni | Espulsioni |
| ------------ | ------------------- | ------------------- | ------------------- | ------------------- | --------------- | --------------- | --------------- | --------------- | ----------------- | ----------------- | ----------------- | ----------------- | -------- | ------ | ----------- | ---------- |
| M. Gaćinović | -                   | -                   | -                   | -                   | -               | -               | -               | -               | 4                 | 0                 | 0                 | 0                 | 4        | 0      | 0           | 0          |
| J. Jønsson   | -                   | -                   | -                   | -                   | -               | -               | -               | -               | 2                 | 0                 | 0                 | 0                 | 2        | 0      | 0           | 0          |
| A. Koita     | -                   | -                   | -                   | -                   | -               | -               | -               | -               | 4                 | 0                 | 1                 | 0                 | 4        | 0      | 1           | 0          |
| D. Kutesa    | -                   | -                   | -                   | -                   | -               | -               | -               | -               | 3                 | 1                 | 0                 | 0                 | 3        | 1      | 0           | 0          |
| L. Jović     | -                   | -                   | -                   | -                   | -               | -               | -               | -               | 1                 | 1                 | 0                 | 0                 | 1        | 1      | 0           | 0          |
| R. Ljubičić  | -                   | -                   | -                   | -                   | -               | -               | -               | -               | 4                 | 0                 | 1                 | 0                 | 4        | 0      | 1           | 0          |
| P. Mantalos  | -                   | -                   | -                   | -                   | -               | -               | -               | -               | 4                 | 0                 | 1                 | 0                 | 4        | 0      | 1           | 0          |
| R. Marin     | -                   | -                   | -                   | -                   | -               | -               | -               | -               | 3                 | 1                 | 0                 | 0                 | 3        | 1      | 0           | 0          |
| A. Martial   | -                   | -                   | -                   | -                   | -               | -               | -               | -               | 1                 | 0                 | 0                 | 0                 | 1        | 0      | 0           | 0          |
| H. Moukoudi  | -                   | -                   | -                   | -                   | -               | -               | -               | -               | 4                 | 0                 | 0                 | 0                 | 4        | 0      | 0           | 0          |
| J. Penrice   | -                   | -                   | -                   | -                   | -               | -               | -               | -               | 1                 | 0                 | 0                 | 0                 | 1        | 0      | 0           | 0          |
| R. Pereyra   | -                   | -                   | -                   | -                   | -               | -               | -               | -               | 4                 | 1                 | 1                 | 0                 | 4        | 1      | 1           | 0          |
| F. Pierrot   | -                   | -                   | -                   | -                   | -               | -               | -               | -               | 4                 | 0                 | 1                 | 0                 | 4        | 0      | 1           | 0          |
| S. Pilios    | -                   | -                   | -                   | -                   | -               | -               | -               | -               | 4                 | 0                 | 1                 | 0                 | 4        | 0      | 1           | 0          |
| O. Pineda    | -                   | -                   | -                   | -                   | -               | -               | -               | -               | 4                 | 0                 | 1                 | 0                 | 4        | 0      | 1           | 0          |
| F. Relvas    | -                   | -                   | -                   | -                   | -               | -               | -               | -               | 4                 | 2                 | 1                 | 0                 | 4        | 2      | 1           | 0          |
| L. Rota      | -                   | -                   | -                   | -                   | -               | -               | -               | -               | 4                 | 0                 | 0                 | 0                 | 4        | 0      | 0           | 0          |
| T. Strakosha | -                   | -                   | -                   | -                   | -               | -               | -               | -               | 4                 | -3                | 0                 | 0                 | 4        | -3     | 0           | 0          |
| Zini         | -                   | -                   | -                   | -                   | -               | -               | -               | -               | 4                 | 0                 | 0                 | 0                 | 4        | 0      | 0           | 0          |